# Hylophila gracilis
Hylophila gracilis är en orkidéart som beskrevs av Rudolf Schlechter. Hylophila gracilis ingår i släktet Hylophila och familjen orkidéer. Inga underarter finns listade i Catalogue of Life.